# آرک آمورن‌سوپسیری
آرک آمورن‌سوپسیری (تایلندی: อารักษ์ อมรศุภศิริ؛ زادهٔ ۲ سپتامبر ۱۹۸۴) با نام مستعار پی (تایلندی: เป้) بازیگر و موسیقی‌دان تایلندی است. او حرفه بازیگری خود را در سال ۲۰۰۷ با فیلم جسد شروع کرد و در چند فیلم دیگر از جمله بهترین زمان (۲۰۰۹) و با گذشت زمان تیره می‌شود (۲۰۱۶) نقش اصلی را بازی کرده‌است. فعالیت‌های دیگر او، حضور در برنامه‌های تلویزیون، بازی در سریال‌های تلویزیون و مدلینگ است.